# Данаиды (подсемейство)
Данаиды  (лат. Danainae)— подсемейство бабочек из семейства нимфалид (Nymphalidae). Рассматривается также как самостоятельное семейство. Включающее в себя около 300 видов. Многие авторы рассматривают данаид как самостоятельное семейство. Самым известным представителем является бабочка данаида монарх.

## Описание
Бабочки средних и крупных размеров, близкие к нимфалидам и представителям тропического семейства Ithomiidae. Глаза голые, усики булавовидные, постепенно утолщающиеся к вершине, короче половины костального края переднего крыла. Передние ноги редуцированы и не функционируют при хождении у обоих полов, причём передняя лапка состоит из 1 членика у самцов и из 2 члеников у самок. Центральная ячейка на обоих крыльях замкнута, жилки R3, R4 и R5 переднего крыла ответвляются от общего ствола, R4 выходит к вершине, а R3 и R5 соответственно к костальному и внешнему краям.
В окраске преобладают коричневые, оранжевые, жёлтые и голубые тона, некоторые виды имеют синюю иризирующую окраску. Широко распространена мимикрия. Многие виды ядовиты.
Андрокониальные структуры расположены на заднем крыле, конец брюшка снабжён характерными кистями из длинных пахучих чешуй, выпячивающихся перед копуляцией.
Кормовое растение гусениц — ваточник, цинанхум и другие растения семейства кутровые.

## Ареал
Распространение ограничено тропическим и субтропическим поясами, единицы видов встречаются за пределами этих поясов. Большинство видов в тропиках Азии и Африки, бабочки Ithomiini распространены в неотропической зоне, Tellervini распространены в Австралии и восточном регионе.
В Палеарктике встречается 4 вида, на территории бывшего СССР — 2, на юге Средней Азии и в Закавказье — 1 вид (Danaus chrysippus).
Также, один  тропический вид-мигрант, Parantica sita, чей естественный ареал распространяется на север до Кореи и Японии, встречается на юге Приморского края,, юге Сахалина и Кунашире, попадая туда с попутными ветрами.

## Классификация
В этом подсемействе находится около 300 видов, примерно 57 родов, 10 подтриб и три трибы.
- Данаины (Danaini)
  - Danaina
  - Euploeina
- Итомины (Ithomiini)
  - Dircennina
  - Godyridina
  - Ithomiina
  - Mechanitina
  - Melinaeina
  - Napeogenina
  - Oleriina
  - Tithoreina
- Теллервины (Tellervini)